# Zoológico de Mendoza
El Parque Zoológico de Mendoza fue el único zoológico en la Provincia de Mendoza. Está situado en Mendoza, Argentina, en la ladera noroeste del Cerro de la Gloria. Es limitado por las calles de la ciudad de San Francisco de Asís, Av Libertador y la ascendencia del monumento al Ejército de los Andes, y es parte del Parque General San Martín. El parque abarca 48 hectáreas (120 acres) y tiene alrededor de 1.100 animales. La única entrada está en la Avenida Libertador.

## Historia
El zoológico fue creado en 1903 como parte del proyecto paisajista de Carlos Thays, quien también se encargó del diseño de la entonces West Park (ahora conocido como Parque General San Martín). La construcción empezó el año siguiente, durante el gobierno de Emilio Civit. La ubicación inicial del proyecto era para hacer frente a la actual de la escuela hogar Eva Perón. Allí se construyó un edificio que se utilizará como una jaula de leones. Estanques y caminos también se construyeron más tarde.
Los primeros animales llegaron el 18 de mayo de 1903 donados de la ciudad de Buenos Aires. El grupo incluía 1 cebú, 6 perros, 6 cobayas y conejos. Nuevos animales (también donados por la ciudad de Buenos Aires) llegaron en 1905 y continuaron las obras de construcción. Esta vez, se unió 1 león, 1 oso, 3 monos, 2 loros y 1 cuervo azul.
En 1939 el arquitecto Daniel Ramos Correa se encargó de trasladar el zoológico. Él ideó un ambicioso proyecto para situarlo en la ladera noreste del Cerro de la Gloria. Tomando la inspiración de diferentes zoológicos en todo el mundo, el arquitecto diseñó recintos semiabiertos que simulan los hábitats naturales y espacio suficiente para los animales, sin barras o jaulas, con desniveles y muros de piedra aprovechando la curvatura de la colina. Esto nunca se hizo efectivo totalmente, ya que durante la construcción sí se incluyeron jaulas para ciertos animales peligrosos.
El parque zoológico fue inaugurado oficialmente en 1941, cubriendo un total de 40 hectáreas (99 acres) y 6,5 kilómetros (4,0 millas) de camino.

## Actualidad
A principios del 2016 el gobierno cerró el zoológico para su remodelación. Para el año 2019, cuando el paseo reabra sus puertas, se habrá convertido en un Ecoparque, en donde los animales  que estaban no serán exhibidos. 
Se trata de un nuevo concepto en donde el animal autóctono no vive en función del ser humano, no es parte de un espectáculo, e incluso tiene la posibilidad de esconderse si no quiere ser visto mientras que los animales que no corresponden a la zona geográfica intentan ser derivados a sus hábitat de origen.
Con la iniciativa del Gobierno de Mendoza para febrero de 2002, son 816 los ejemplares que dejan atrás sus recintos para comenzar una nueva vida donde recibirán la atención y cuidados de manera individualizada en amplios predios.
En febrero de 2020, 47 animales de corral dejaron el Ecoparque para comenzar una nueva vida en predios privilegiados donde recibirán la atención y los cuidados que se merecen después de haber pasado su vida bajo las condiciones y encierro que la institución zoológica les brindó. Entre ellos se encuentran ovejas, cabras y ponis.
La directora de Ecoparque, Mariana Caram, destacó : “Ya son 703 animales de corral los derivados desde que comenzó el Programa de Adopción Responsable. Cada uno de ellos fue trasladado a predios que cumplen con los requisitos que exigen los organismos de control involucrados y el Consejo Consultivo de Ecoparque”.
La funcionaria explicó que estos controles y requisitos tienen como objetivo garantizar una vida digna y plena de los ejemplares dados a adopción, donde se los cuide individualmente, se les brinde el cariño y la atención que necesitan.
“Recordemos que además se derivaron 113 animales de fauna autóctona y exótica a santuarios especializados, entre ellos la mona Cecilia, los tucanes, los pecaríes de collar, los leones y los osos. En el documental llamado Una decena de osos, recientemente publicado por Enfoque Animal, podemos apreciar la magnitud del Proyecto Ecoparque Mendoza no solo a nivel local sino internacional. 
Quienes deseen pueden ver videos y seguir el proceso de reconversión del Ecoparque en la página Web del Gobierno de Mendoza